# ミホノブルボン
ミホノブルボン（欧字名:Mihono Bourbon、1989年4月25日 - 2017年2月22日）は、日本の競走馬、種牡馬。
1992年の皐月賞、東京優駿（日本ダービー）を無敗で優勝。そのまま無敗で菊花賞に出走したがライスシャワーに敗れて中央競馬クラシック三冠を逃した。1991年JRA賞最優秀3歳牡馬、1992年JRA賞年度代表馬および最優秀4歳牡馬である。
最新の施設であった坂路での調教によって鍛え上げられた分厚いトモを持ち、機械の如く正確なペースで逃げを打つことから「坂路の申し子」「サイボーグ」「栗毛の超特急」などと形容された。

## デビューまで

### 誕生までの経緯
1968年に北海道藤原牧場で生産された牝馬のハイフレームは、10戦1勝で競走馬を引退し藤正牧場で繁殖牝馬となった。ダンディルートを配合し1977年に産まれた牡馬のトウショウハイネスは鶴留明雄厩舎に所属し中央競馬で5勝、高知競馬で20勝を挙げる活躍で種牡馬となった。13歳となったハイフレームは原口圭二に見初められ、北海道門別町にて原口良牧場に譲渡された。母体にダンディルートの仔を宿した状態であり、産まれた仔はトウショウ牧場に返すという契約であった。（詳細は後述。）
圭二の父原口良はトウショウハイネスの活躍を見て再びダンディルートとの配合を検討していたが、ダンディルートの種付け料は家族経営の牧場では支払えないほどの高額であり実現しなかった。代わりにダンディルートと同父リュティエのシャレーが配合された。
1983年5月18日に産まれたシャレーの牝馬はカツミエコーと名付けられて南関東競馬で12戦1勝の成績を残し、生まれ故郷の原口良牧場で繁殖牝馬となった。当時ミルリーフの仔である種牡馬が多く活躍しており、圭二はその中でイナリワンなどを産んだミルジョージを初年度の配合相手として検討していたが、1回100万円を越える種付け料を支払えないために断念。代わりに同じミルリーフの仔の種牡馬で、2年間で50万円と安価な種付け料のマグニテュードが選ばれた。
高井克敏は、この配合の父マグニテュードを「一流に手が届くかどうかの種牡馬」、母の父シャレーを「三流と呼んでも一向に構わない種牡馬」と表していた。

### 幼駒時代
1989年4月25日、良が引退し圭二が引き継いだ原口圭二牧場でカツミエコーの初仔となる牡馬（のちのミホノブルボン）が誕生。出産の際には、腰幅が広く引っ掛かってしまうほどであった。牧場では一人ぼっちでいることが多くおとなしい気性であり、馬体も目立つものではなかった。
産まれた原口牧場は、1951年に農業とともにアラブ種の競走馬生産を始め、その後サラブレッド生産に取り組んでいた。牧場の人脈に乏しくほとんどの生産馬が地方競馬に登録されており、中央競馬への登録はそれまでに5頭ほどであった。そのため、圭二の当面の目標は中央競馬への生産馬の登録及び未勝利戦の勝利であった。750万円で取引されて美浦商事が所有することとなり、冠名と16世紀末フランスのブルボン王朝とを組み合わせた「ミホノブルボン」と命名された。
栗東トレーニングセンターの戸山為夫調教師は、坂路を用いたスパルタ調教で実績を残していた。戸山は初仔の方が調教に耐えうる丈夫な体質になりやすいという持論から初仔の幼駒獲得に熱心であり、小柄な傾向のあったマグニテュードの仔で更に小柄になりやすいとされる初仔にもかかわらず大柄であったミホノブルボンを戸山は気に入り、トウショウハイネスに注目していた過去も手伝って当歳の頃に戸山厩舎の所属が決定、中央競馬でのデビューが決定した。すぐに戸山は圭二に飼料にアルファルファを用いることや与えるカルシウムの品種などを指示。2歳10月から三石軽種馬共同育成センターに移動して育成が施された後、1991年4月に栗東トレーニングセンターの戸山厩舎に入厩した。
入厩直後から戸山により坂路調教が課され、他の厩舎が登坂3回で終えるところを4回消化した。負担の大きい調教をこなせたのは食事量の多さにあった。厩務員と調教助手を兼ねていた安永司によればミホノブルボンは食事中に人が近寄ることを嫌っており、自身も食事中に接近することは恐怖だったという。

## 競走馬時代

### 3歳（1991年）

#### デビュー2連勝

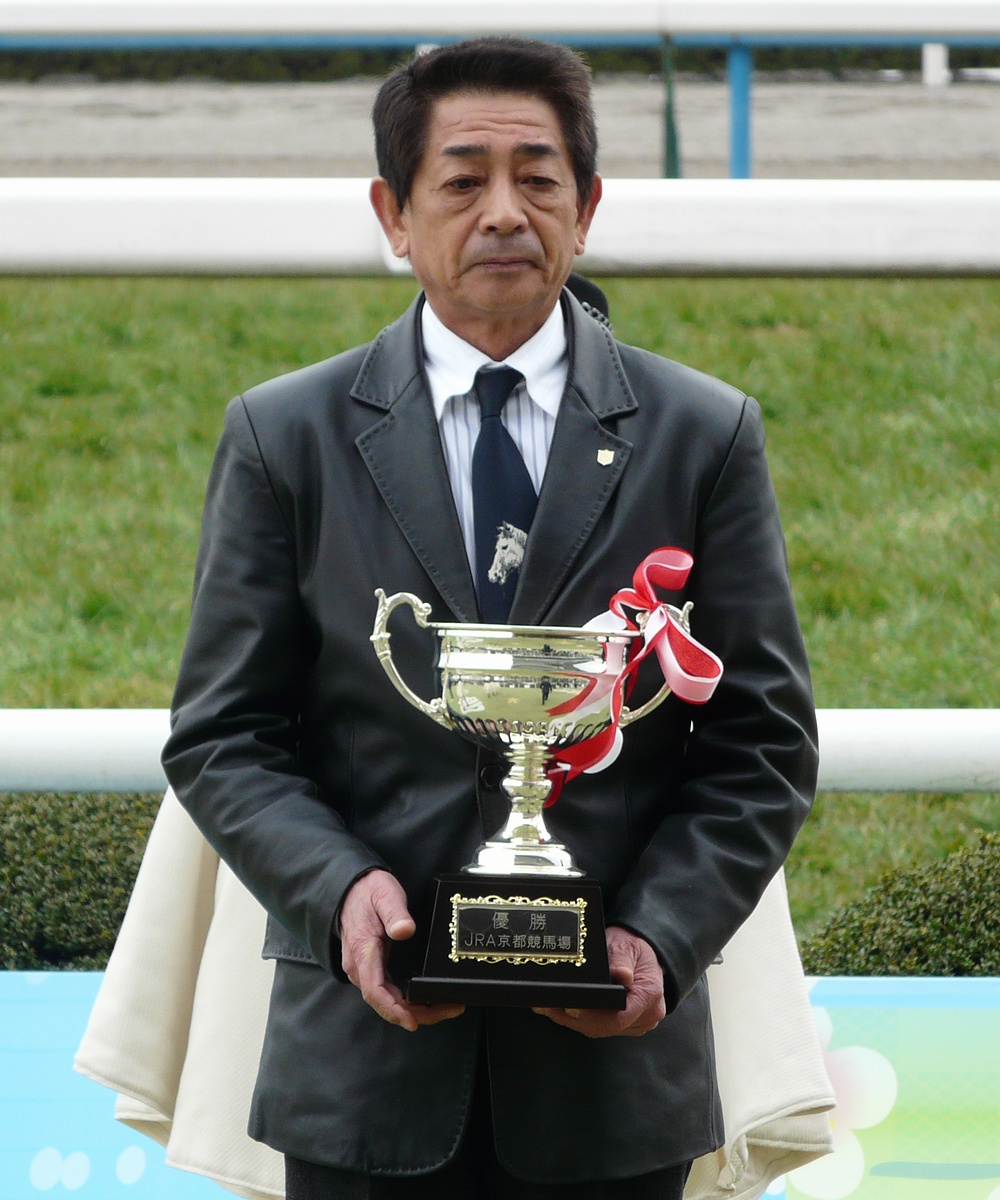
小島貞博

1991年8月に安永が騎乗して坂路での追い切りを実施。オープンクラスの古馬が500メートル30秒台で駆けるところを3歳で29.9秒を記録し、調教スタンドの戸山は興奮して声を張り上げるほどであった。9月7日、中京競馬場の新馬戦（芝1000メートル）に小島貞博が騎乗してデビュー。先の調教内容から単勝オッズ1.4倍の1番人気に推されていた。出走する他の馬がゲート入りを拒み、ゲートの中で長時間待ったことで良いスタートを切れず、さらに両隣から挟まれるなど先行できずに第3コーナーは13頭立て10番手で通過。直線コースでは進路を外に選択して追い上げ、残り50メートルで先頭となり後方に1馬身4分の1差を広げて入線。走破タイム58.1秒は3歳コースレコードを更新する勝利であった。上がり3ハロンは上がり2位のホーマンチカラを1.6秒も上回る33.1秒であった。
直後に管骨の骨膜炎を発症したため連戦することができず、2か月後の11月23日、東京競馬場の500万円以下（芝1600メートル）で復帰。2番手から残り400メートルで先頭となり、後方に6馬身離して入線、2連勝とした。

#### 朝日杯3歳ステークス

ミホノブルボンの勝負服（桃、黄銭形散、桃袖）

前年までの3歳馬のGI競走は、関東の朝日杯3歳ステークスと関西の阪神3歳ステークスがそれぞれ東西の3歳チャンピオンを決定する舞台であった。しかしこの年より牡馬・牝馬のチャンピオン決定戦を明確にすることを目的として阪神3歳ステークスが阪神3歳牝馬ステークスと名を改め牝馬限定戦となり、朝日杯3歳ステークスは東西の3歳牡馬のチャンピオンを決定するGI競走に生まれ変わった。12月8日の朝日杯3歳ステークスでは1.5倍の1番人気に推された。8頭立ての中、京成杯3歳ステークス（GII）優勝のヤマニンミラクル、府中3歳ステークス（OP）優勝のマチカネタンホイザがオッズ4倍台で続き、オッズ一桁台の3頭はすべて関西馬であった。
スタートからマイネルアーサーが逃げたが、ミホノブルボンが並び2頭が先頭となる。短い間隔で出走するミホノブルボンは走る気が勝ってしまい、小島は折り合いをつけるのに苦労した。最終コーナーまでそのまま2頭が先頭で進み、直線に入るとマイネルアーサーが後退。単独先頭となったミホノブルボンに後方外からヤマニンミラクルが追い上げ、そのまま2頭並んで決勝線を通過。ミホノブルボンがハナ差での先着となり、3連勝でGI優勝となった。小島は平地競走GI初勝利であり、戸山にとってもグレード制導入後初のGI優勝となった。小島は「瞬発力が抜群。これからがとても楽しみな馬」と発言。しかし距離については2000メートルがぎりぎりとし、戸山も皐月賞に向けて現状では不安が先立つと考えていた。序盤から走る気を抑えてハナ差の決着を招いた小島の騎乗に対し、戸山は走る気のままにさせていれば楽勝と考えていたためレース後小島に対し激怒。これ以降小島はミホノブルボンの走る気を抑えることなく、逃がす競馬をするようになった。
年末のJRA賞選定では、全176票中、ミホノブルボンが174票を集めて、JRA賞最優秀3歳牡馬を受賞。美浦トレーニングセンターと栗東トレーニングセンターのハンデキャッパーが競走馬の実力を数値化するフリーハンデでは、3歳馬関西部門首位の「56」が与えられ、テンポイントとサッカーボーイ、リンドシェーバーと並ぶ評価となった。

### 4歳（1992年）

#### スプリングステークス
シンザン記念（GIII）から始動する予定であったが、1月8日の坂路調教中に左腰を捻挫したため回避。皐月賞のトライアル競走であるスプリングステークスと菜の花ステークスの二択から、3月29日のスプリングステークス（GII）を選択。前回から200メートルの距離延長になる1800メートルのレースへの挑戦となった。勝ちにこだわる戸山はここでよい走りを見せなかった場合皐月賞出走を諦め、短距離路線へ転向すると宣言。また「デビュー以来最高の状態」に仕上げたとも話した。当日は無敗で朝日杯を制したにもかかわらず距離適性が疑われ、既に2000メートルの重賞での勝利経験があるノーザンコンダクトに次ぐ2番人気に甘んじた。
小島は朝日杯3歳ステークス後の戸山の指示を守りハナを奪って逃げを打った。重馬場としては速いペースでレースは進み、2番手のサクラバクシンオーが失速するなど先行する馬に不利な状況にあった。しかし、有利となる後方の馬もミホノブルボンに迫ることはできず、最後の直線では差を広げる一方となり後方に7馬身離して決勝線を通過、4連勝を果たした。小島は「精神的にも肉体的にも大人になった」と証言。戸山も「満足できる勝ち方」とし、皐月賞出走を決断した。この勝利を受けたサンケイスポーツの石田敏徳はミホノブルボンを「栗毛の超特急」と言い表した。

#### 皐月賞
4月19日の皐月賞（GI）出走に際し、戸山は「最高」と表した前走以上の状態と話していた。距離に対する不安が解消されたのか、単勝オッズ1.4倍の1番人気に支持された。スタート後最初の3歩で先頭を奪い、馬なりで逃げた。第1コーナーで外に張り出したが、抑えることに成功する。第2コーナーでは、小島は落ち着かせるために踏み出すのに合わせて口笛を吹いていた。レースは前半の1000メートルを59秒8で通過する速いペースとなりミホノブルボンにとって有利な展開では無かったが、第3コーナーから最終コーナーにかけて後方勢が追い上げるも並びかけるほどではなかった。小島は位置取りに自信がなく、最終コーナーで3回後ろを振り返り後続の位置を確認していた。直線で後続が失速し、そのまま後方に2馬身半離して決勝線を通過。逃げ切り勝利を果たした。
入線後、クールダウンを1周して退場する際に「小島コール」が発生、小島はそれに応えて右手でガッツポーズを披露した。クラシック競走初勝利となり、富士重工業よりアルシオーネSVXが贈呈された。レース後のインタビューでは「僕を男にしてくれたミホノブルボンにお礼を言いたい」と答えると同時に、騎手デビュー22年目40歳にして初めてうれし涙を流した。

#### 東京優駿
5月31日の東京優駿（日本ダービー）（GI）出走に際してさらに400メートルの距離延長に対応するために戸山は登坂5回を課したが、余りにも消耗が激しく結局登坂4回で調整された。5月15日の調教後には右前脚橈骨に骨膜炎の兆候が表れ、患部を癒すために2日間プールでの調教に切り替えられた。これを受けて5月18日のメディアはミホノブルボンの体調不安説を展開したが、翌19日には坂路調教に復帰。本番が近づくにつれて登坂4回をこなすなど良化して参戦することとなった。
出走する18頭は皐月賞のメンバーに青葉賞、NHK杯勝ち馬と5頭の900万円以下の馬を加えた構成で、ミホノブルボンを脅かすパフォーマンスを見せた馬はおらず、大勢はミホノブルボン有利と考えられていた。月刊誌『優駿』が展開した著名人61人の「ダービー・アンケート」では、6割以上の38人がミホノブルボンの逃げ切り勝利を支持していた。小島は逃げるために内枠の偶数番を希望していたが、ミホノブルボンは外枠の奇数番でかつそれまで優勝馬の出ていない7枠15番からの発走となった。単勝オッズ2.3倍の1番人気の評価を受けた。
スタートから内枠の馬を制して先頭となり、第1コーナーで後方を2-3馬身離して逃げ、第2コーナーで独走状態となる。1000メートルを61.2秒で通過、第3コーナーから最終コーナーにかけて後続が追い上げてきたが、直線に入って再度前進を促されても追いつくことはできなかった。ミホノブルボンは坂で差を広げて独走し、後方に4馬身離して決勝線を通過。デビューから6連勝となり、前年のトウカイテイオーなどに続く史上8頭目となる無敗のダービー馬、また前年のトウカイテイオーに続いて史上5頭目となる「無敗の二冠馬」が誕生した。
小島は皐月賞の時よりもリラックスした状態で騎乗することができ、直線坂を登るまで馬なりだったと振り返っている。またトヨタ自動車よりセリカが贈呈された。戸山は「ここまでは能力が違ったということでしょうね。これなら次（三冠目、菊花賞）を考えてみたい。ひと夏越してメジロマックイーンのようなステイヤーが出てきたら、どうなるかわかりませんけどね」と話していた。なお2着には単勝16番人気のライスシャワーが入り、馬番連勝式「13 - 15」は2万9580円という配当となった。直後に北海道早来町の吉田牧場に放牧に出され、夏休みに入った。

#### 京都新聞杯
9月上旬、栗東トレーニングセンターに戻り、10月18日菊花賞のトライアル競走である京都新聞杯（GII）で再始動した。当日の京都競馬場にはGIIにもかかわらず開門前から行列を作るなど、7万人が来場。単勝オッズ1.2倍の1番人気という支持を集め、続く7.1倍の2番人気にライスシャワー、8.9倍の3番人気にキョウエイボーガンが続いた。本馬場入場で落ち着きがないと感じた小島は、返し馬をいつもより加減させた。主に逃げで4連勝中だったキョウエイボーガンとの兼ね合いに注目が集まったが、スタートでキョウエイボーガンが出遅れた一方でミホノブルボンはスタートから前に出て単独で逃げることができた。先頭のまま向こう正面を過ぎ、第3コーナーの坂の下りからライスシャワーが迫って来たが1馬身後方まで接近したのみで並びかけるものではなく、そのまま直線でも先頭を保ち続けて1馬身半離しての逃げ切り勝利。勝ちタイムの2分12秒0は、芝2200メートルの中央競馬レコードを0.1秒更新するものであった。小島は最終コーナーの手応えから勝利を確信していたが、ゴール手前では正直なところ一杯一杯で促してもそれ以上伸びなかったことを明かしていた。

#### 菊花賞
菊花賞出走に向けた11月4日の追い切りでは、登坂4回を実施。2本目に29秒4という栗東トレーニングセンターの坂路レコードを更新する動きを見せ、さらに4本目にも同じ29秒4で登坂。戸山は「バチが当たるくらい順調」と状態を言い表していた。以降の2日間は主にプール調教を行った。この時集めた報道陣は40人と、プール調教施設に来た報道陣の数としては過去最高であった。

前年の無敗の二冠馬トウカイテイオーが骨折で菊花賞に出走出来なかったこともあり、無事出走を果たしたミホノブルボンにはなおのこと三冠達成が期待された。かつて1800メートルのスプリングステークスでも距離を不安視されていたが、東京優駿よりもさらに距離が伸びる3000メートルに参戦することとなった。戸山は本質的にスプリンターであるという見方を崩しておらず、報道陣90人が集まった記者会見の場で「先生は（中略）スプリンターが3000メートルのレースに出走するというのは、どんな意味があるんですか?」という質問に、このように答えた。
菊花賞当日の11月8日、京都競馬場には12万人が集まり、単勝オッズ1.5倍の1番人気という支持を集めた。戦前に逃げることを宣言した11番人気のキョウエイボーガンが積極的に動き、予告通り先頭に立つ。逃げようとしたミホノブルボンはキョウエイボーガンとの競り合いを避ける判断をした小島によって馬なりの状態で2番手に付けたが、前に逃げ馬がいる状況はかかってしまい僅差で勝利した朝日杯3歳ステークス以来のことであり、逃げるキョウエイボーガンを無理に追い抜こうとして小島がそれを抑える場面もあった。キョウエイボーガンが変わらず逃げ、最初の1000メートル通過は59.7秒という菊花賞史上稀に見るハイペースとなり馬群は縦長の展開となった。第3コーナーから最終コーナーの中間で失速するキョウエイボーガンをかわして先頭に立つものの残り100メートルで外から追い上げるライスシャワーにかわされ、差し返す余力なく1馬身4分の1離されての2着に。デビュー以来初の敗戦を喫し、三冠達成とはならなかった。

### クラシック以後

#### 故障、復帰することなく引退
菊花賞の後にはジャパンカップ（GI）への出走を目指していたが、追い切り直前に右後肢跛行が確認されて出走を断念。続く目標に据えた有馬記念も回避を表明した。二冠達成が評価されて、1992年JRA賞年度代表馬およびJRA賞最優秀4歳牡馬を獲得した。
5歳となっても復帰を目指していたが、1月27日に右後脚脛骨骨膜炎を発症。2月4日に吉田牧場に放牧に出されたが4月7日に今度は右後脚第3中足骨を骨折。5月29日に管理していた戸山の死去に伴い鶴留明雄厩舎に一時転厩したが、戸山厩舎の後継者である森秀行調教師がブルボンの受け入れを拒否したため、安永とともに9月に松元茂樹厩舎に転厩した。10月13日には福島県いわき市の馬用の温泉施設がある競走馬総合研究所常磐支所に移動して療養された。
しかし結局現役復帰は叶わず、1994年1月19日に現役引退を正式に発表。2月6に東京競馬場にて、小島を背にダービー優勝時のゼッケン「15」をつけて引退式を行った。

## 種牡馬時代
1994年、日高軽種馬農業協同組合で種牡馬生活に入った。当初はシンジケートが組まれる予定であったがオーナーサイドの15億円（60株）という条件では組むことが叶わず、オーナーの所有で種付け料は200万円に設定された。結果として地方競馬では重賞勝ち馬を出したがJRA重賞の勝ち馬を出すことはできず、日高軽種馬農業協同組合を退いた後は生まれ故郷である日高町のファニーフレンズファームで繋養され、圭二は自身の繁殖牝馬を中心に4,5頭の種付けを実施した。2012年11月1日付で用途変更となり、種牡馬を引退。その後は圭二の義理の息子が経営するスマイルファームで余生を送った。
1996年にはJRAのCMに出演し、その背中に女優の鶴田真由が跨った。2000年にJRAが実施した「20世紀の名馬大投票」では7474票を集め第17位となった。2004年6月13日にはJRA50周年記念キャンペーン（JRAゴールデンジュビリーキャンペーン）の一環として中京競馬場で「ミホノブルボンメモリアル」という名称の競走が行われた。2010年8月8日には、函館競馬場のパドックにて展示周回した。
2017年2月21日朝より寝たきりの状態となり、翌22日午後6時過ぎ、老衰のため死亡した。

## 競走成績
以下の内容は、netkeiba.comの情報に基づく。
| 競走日     | 競馬場 | 競走名      | 格  | 距離（馬場）  | 頭 数 | 枠 番 | 馬 番 | オッズ （人気） | 着順 | タイム （上り3F） | 着差 | 騎手      | 斤量 [kg] | 1着馬（2着馬）       | 馬体重 [kg] |
| ---------- | ------ | ----------- | --- | ------------- | ----- | ----- | ----- | --------------- | ---- | ----------------- | ---- | --------- | --------- | -------------------- | ----------- |
| 1991.09.07 | 中京   | 3歳新馬     |     | 芝1000m（良） | 13    | 3     | 3     | 01.4（1人）     | 1着  | 0R58.1（33.1）    | -0.2 | 0小島貞博 | 53        | （ホウエイセイコー） | 496         |
| 0000.11.23 | 東京   | 3歳500万下  |     | 芝1600m（良） | 11    | 7     | 9     | 01.5（1人）     | 1着  | 01:35.1（35.7）   | -1.0 | 0小島貞博 | 54        | （クリトライ）       | 506         |
| 0000.12.08 | 中山   | 朝日杯3歳S  | GI  | 芝1600m（良） | 8     | 4     | 4     | 01.5（1人）     | 1着  | 01:34.5（35.4）   | -0.0 | 0小島貞博 | 54        | （ヤマニンミラクル） | 496         |
| 1992.03.29 | 中山   | スプリングS | GII | 芝1800m（重） | 14    | 1     | 1     | 04.5（2人）     | 1着  | 01:50.1（37.6）   | -1.2 | 0小島貞博 | 56        | （マーメイドタバン） | 490         |
| 0000.04.19 | 中山   | 皐月賞      | GI  | 芝2000m（良） | 17    | 2     | 4     | 01.4（1人）     | 1着  | 02:01.4（37.1）   | -0.4 | 0小島貞博 | 57        | （ナリタタイセイ）   | 490         |
| 0000.05.31 | 東京   | 東京優駿    | GI  | 芝2400m（稍） | 18    | 7     | 15    | 02.3（1人）     | 1着  | 02:27.8（37.1）   | -0.7 | 0小島貞博 | 57        | （ライスシャワー）   | 494         |
| 0000.10.18 | 京都   | 京都新聞杯  | GII | 芝2200m（良） | 10    | 8     | 10    | 01.2（1人）     | 1着  | R2:12.0（35.9）   | -0.2 | 0小島貞博 | 57        | （ライスシャワー）   | 508         |
| 0000.11.08 | 京都   | 菊花賞      | GI  | 芝3000m（良） | 18    | 4     | 7     | 01.5（1人）     | 2着  | 03:05.2（35.2）   | -0.2 | 0小島貞博 | 57        | ライスシャワー       | 512         |

- タイム欄のRはレコード勝ちを示す。

## 種牡馬成績

### 主な産駒
- ミヤシロブルボン（南部駒賞、東北サラブレッド3歳チャンピオン）[36]
- ナムラライジン（福島3歳ステークス）[37]
- メモリーフォーラム（北関東ダービー、北関東皐月賞）[38]
- メモリーブロンコ（北関東ダービー、北関東菊花賞、スプリンターズカップ、スプリンターズ賞、エメラルドカップ）[39]
- ミホノコトブキ（ブライアンズロマン記念、八汐賞）[40]
- ドリームキッズ（野菊賞）[41]
- マエストロセゴビア（秋風ジュニア）[42]
- トップコーリング（牛若丸ジャンプステークス）[43]
- シュイベモア（種牡馬）[44]

## 評価

### 本質は「スプリンター」
江面弘也は「血統は中距離タイプ」「体は筋肉質だが短距離馬の体型ではない」と分析し、牧場時代の性格も大人しいことから距離不安説は戸山のスプリンター発言が注目されすぎたとみなしているが、戸山は「サラブレッドはすべてスプリンター」と捉えていた。
ミホノブルボンの事もスプリンターと考えており、さらなるスピードを追求し、調教の間に十分な休息を設けつついかに速いタイムで走れるかを重視した。戸山の調教により馬体は大きく変化し、朝日杯3歳ステークス当日に1年2か月ぶりにミホノブルボンと対面した原口圭二が胴の伸長や顔つき、目つきの変化を認めるほどだった。戸山はこう言い表している。

## エピソード

### 種牡馬の「代用」
ミホノブルボンは、原口良、圭二がダンディルートの代わりにシャレー、ミルジョージの代わりにマグニテュードと安い種付け料の種牡馬を配合したことで生み出された。父は競走成績こそ振るわなかったものの桜花賞馬エルプスを輩出するなどある程度強調できる血統背景は持っていた。それから約20年後、原口圭二牧場から名を改めたファニーフレンズファームでは、再びディープインパクトの「代替種牡馬」として全弟オンファイアを配合。2010年に生産されたウキヨノカゼは、クイーンカップ（GIII）福島牝馬ステークス（GIII）など重賞3勝、前身の原口圭二牧場も含めた生産馬のJRA重賞勝利は、ミホノブルボンが勝利した京都新聞杯以来であった。

### ハイフレーム
原口圭二は長男であることから牧場の後継者とみなされていたが、当初は牧場を継ぐつもりはなかった。大学卒業後には肉牛の研究と語学の勉強を目的にアメリカ留学したが、結局ワシントンのサラブレッドの生産牧場に身を置いていた。帰国後はオイルショックの直撃により就職先がなく、父のコネクションで藤正牧場に約1年間在籍することとなった。初めての仕事は、デビュー前のトウショウボーイを東京競馬場に輸送することだった。

主に繁殖牝馬の世話を担当し、その中の1頭にハイフレームがいた。サクラスターオー、サクラユタカオーなどGI優勝馬を輩出している牝系、クレイグダーロッチ系に属する良血馬で、高額の繁殖牝馬であった。原口は、藤正牧場のハイフレームの様子をこう振り返っている。
圭二が牧場を継いだ2年後、前述のように条件付きで自らの牧場にハイフレームを迎えることができた。1981年には父ダンディルートの牝馬が産まれたが、放牧中の事故で死亡。翌年の父グリーングラスグリーンの仔は死産に終わった。3年目に父シャレーの牝馬（のちのカツミエコー）を生産したが、その後4年目の父トウショウゲートの仔を産んだ直後にハイフレームは死亡。結局原口牧場では2頭しか産駒を残すことができず、そのうち牝馬はカツミエコー（後述）だけであった。原口牧場では同時期にハイフレーム以外にも死産、母馬の死亡が相次いだこともあり、圭二は何度も涙を流した。

### カツミエコー
カツミエコーはミホノブルボンを産んだ後、2年連続で受胎に失敗した。小規模家族経営の原口牧場にとって生産馬の減少は大きな損失であり圭二は手放すことを決意したが、父シャレーという血統に対する低評価に加えて目立った競走成績でもなかったことから繁殖牝馬として他所に売却することもできず、殺処分を計画していた。しかし圭二の妻は牧場生産馬であることを理由に猛反対し、殺処分は1年間先送りにされた。するとデビューしたミホノブルボンがGIを勝利するなど活躍。殺処分を免れたカツミエコーは原口牧場で生産を続けた。
殺処分回避後にカツミエコーから産まれた唯一の牝馬ダンシングエコーは、繁殖牝馬となった。カツミエコーから繋がって4代目、2017年生まれのアベニンドリーム（父:オンファイア）は、2020年の北海優駿（H1）を優勝。他に2019年の北海道2歳優駿（JpnIII）や鎌倉記念（SII）、王冠賞（H2）で2着に入った。。（以下、ファミリーラインを参照。）

#### 産駒とファミリーライン
以下、ミホノブルボンの弟妹である。
|       | 生年   | 馬名               | 性 | 毛色   | 生産     | 父                     | 戦績    | 出典   |
| ----- | ------ | ------------------ | -- | ------ | -------- | ---------------------- | ------- | ------ |
| 初仔  | 1989年 | ミホノブルボン     | 牡 | 栗毛   | 原口圭二 | マグニテュード         | 8戦7勝  | [ 1 ]  |
|       | 1990年 | 不受胎             |    |        | 原口圭二 |                        |         | [ 52 ] |
|       | 1991年 | 不受胎             |    |        | 原口圭二 |                        |         | [ 52 ] |
| 2番仔 | 1992年 | 血統登録されず     | 牡 |        | 原口圭二 | セクレフアスター       |         | [ 53 ] |
| 3番仔 | 1993年 | ミホノポタラ       | 牡 | 鹿毛   | 原口圭二 | マグニテュード         | 未出走  | [ 54 ] |
| 4番仔 | 1994年 | ロドリゴオーカン   | 牡 | 黒鹿毛 | 原口圭二 | ロドリゴデトリアーノ   | 19戦2勝 | [ 55 ] |
| 5番仔 | 1995年 | ダンシングエコー   | 牝 | 黒鹿毛 | 原口圭二 | ダンシングブレーヴ     | 未出走  | [ 56 ] |
|       | 1996年 | 不受胎             |    |        | 原口圭二 | マグニテュード         |         | [ 52 ] |
|       | 1997年 | 流産               |    |        | 原口圭二 | マグニテュード         |         | [ 52 ] |
| 6番仔 | 1998年 | 血統登録されず     | 牡 |        | 原口圭二 | フォーティナイナー     |         | [ 52 ] |
| 7番仔 | 1999年 | ローレルファイター | 牡 | 黒鹿毛 | 原口圭二 | マグニテュード         | 17戦0勝 | [ 57 ] |
|       | 2000年 | 不受胎             |    |        | 原口圭二 | マグニテュード         |         | [ 52 ] |
|       | 2001年 |                    |    |        | 原口圭二 | コロニアルアッフェアー |         | [ 52 ] |

- - ミホノブルボン 1989 牡（種牡馬）
  - ミホノポタラ 1993 牡
  - ロドリゴオーカン 1994 牡
  - ダンシングエコー 1995 牝（繁殖牝馬）
    - ダンシングバード 2000 牝（繁殖牝馬）
      - ジュンノヒーロー 2005 牡
      - ソラトブペンギン 2007 牡
      - アベニンプラナス 2008 牝（繁殖牝馬）
        - アベニンマルカート 2015 牝
        - アベニンローズ 2016 牝
        - アベニンドリーム 2017 牡（2019年北海優駿）
        - アベニンドール 2019 牝
        - アベニンティアラ 2020 牝

      - アベニンバード 2012 牡
      - ショーマン 2013 牡

    - オオカゼ 2001 牡
    - ゴーグルシチー 2002 牡
    - デサイドシチー 2003 牡
    - ローレルスマッシュ 2004 牡
    - ラッシュオブラブ 2006 牝
    - ミュルザンヌ 2007 牝
    - アルカンシエル 2008 牝（繁殖牝馬）
      - シュクセサール 2017 牝

  - ローレルファイター 1999 牡

- 情報は、2021年6月19日現在。

## 血統表
| ミホノブルボンの血統                    | ミホノブルボンの血統                | ミホノブルボンの血統          | （血統表の出典）              | （血統表の出典）     |
| 父系                                    | ミルリーフ系                        | ミルリーフ系                  | ミルリーフ系                  | [ § 2 ]              |
| 父 * マグニテュード Magnitude 1975 鹿毛 | 父の父Mill Reef 1968 黒鹿毛         | Never Bend                    | Nasrullah                     | Nasrullah            |
| 父 * マグニテュード Magnitude 1975 鹿毛 | 父の父Mill Reef 1968 黒鹿毛         | Never Bend                    | Lalun                         |                      |
| 父 * マグニテュード Magnitude 1975 鹿毛 | 父の父Mill Reef 1968 黒鹿毛         | Milan Mill                    | Princequillo                  | Princequillo         |
| 父 * マグニテュード Magnitude 1975 鹿毛 | 父の父Mill Reef 1968 黒鹿毛         | Milan Mill                    | Virginia Water                |                      |
| 父 * マグニテュード Magnitude 1975 鹿毛 | 父の母Altesse Royale 1968 栗毛      | * セントクレスピン            | Aureole                       | Aureole              |
| 父 * マグニテュード Magnitude 1975 鹿毛 | 父の母Altesse Royale 1968 栗毛      | * セントクレスピン            | Neocracy                      |                      |
| 父 * マグニテュード Magnitude 1975 鹿毛 | 父の母Altesse Royale 1968 栗毛      | Bleu Azur                     | Crepello                      | Crepello             |
| 父 * マグニテュード Magnitude 1975 鹿毛 | 父の母Altesse Royale 1968 栗毛      | Bleu Azur                     | Blue Prelude                  |                      |
| 母 カツミエコー 1983 青毛               | 母の父* シャレー Chalet 1976 青鹿毛 | Luthier                       | Klairon                       | Klairon              |
| 母 カツミエコー 1983 青毛               | 母の父* シャレー Chalet 1976 青鹿毛 | Luthier                       | Flute Enchantee               |                      |
| 母 カツミエコー 1983 青毛               | 母の父* シャレー Chalet 1976 青鹿毛 | Christiana                    | Double Jump                   | Double Jump          |
| 母 カツミエコー 1983 青毛               | 母の父* シャレー Chalet 1976 青鹿毛 | Christiana                    | Mount Rosa                    |                      |
| 母 カツミエコー 1983 青毛               | 母の母ハイフレーム 1968 栗毛        | * ユアハイネス                | Chamossaire                   | Chamossaire          |
| 母 カツミエコー 1983 青毛               | 母の母ハイフレーム 1968 栗毛        | * ユアハイネス                | Lady Grand                    |                      |
| 母 カツミエコー 1983 青毛               | 母の母ハイフレーム 1968 栗毛        | カミヤマト                    | * ライジングフレーム          | * ライジングフレーム |
| 母 カツミエコー 1983 青毛               | 母の母ハイフレーム 1968 栗毛        | カミヤマト                    | コロナ                        |                      |
| 母系(F-No.)                             | クレイグダーロッチ系(FN:11-c)       | クレイグダーロッチ系(FN:11-c) | クレイグダーロッチ系(FN:11-c) | [ § 3 ]              |
| 5代内の近親交配                         | Nearco 5･5（父内）                  | Nearco 5･5（父内）            | Nearco 5･5（父内）            | [ § 4 ]              |
| 出典                                    | 1. 2. 3. 4.                         | 1. 2. 3. 4.                   | 1. 2. 3. 4.                   | 1. 2. 3. 4.          |

- 三代母コロナからスターロツチと続く牝系からはハードバージ、マチカネタンホイザ、ウイニングチケット、サクラユタカオー、サクラシンゲキなど活躍馬多数。

- 半妹ダンシングエコーの子孫にアベニンドリーム（北海優駿）がいる。